# Alotropické modifikace kyslíku

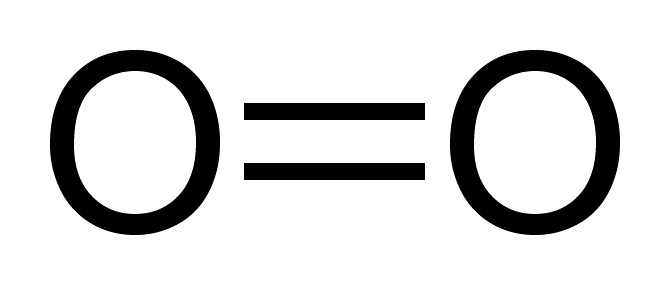
Chemický vzorec dikyslíku – nejběžnější modifikace kyslíku v plynném skupenství

Kyslík vytváří řadu alotropických modifikací:
- volné kyslíkové radikály (O•)
- dikyslík (O2)
- ozon (O3)
- tetrakyslík (oxozon) (O4)
- pevný kyslík

## O2– dvouatomová molekula kyslíku
Nejrozšířenější alotropickou modifikací kyslíku je dvouatomová molekula kyslíku, někdy zvaná dikyslík. Kyslík v této formě tvoří 21 % zemské atmosféry. O2 má délku vazby 121 pm a vazebnou energii 498 kJ/mol.
Kyslík je bezbarvá látka s bodem varu −183 °C. V běžných podmínkách je proto plynný.

## O3– ozon
Tříatomový kyslík je velmi reaktivní alotrop kyslíku. Má silné oxidační vlastnosti. Objeven byl německým chemikem Christianem Fridrichem Schönbeinem roku 1840. Ve stratosféře slouží k absorbování UV záření. Vzniká rozkladem O2 na radikály {\displaystyle {\ce {O2 ->[UV] 2 O^{.}}}} a ty reagují s plynným kyslíkem z vzniku ozonu {\displaystyle {\ce {O^{.}\ + O2 -> O3}}}.

## O4– tetrakyslík
Existence tetrakyslíku byla předpovězena už na začátku 20. století. Prokazatelně byl detekován roku 2001 pomocí hmotnostní spektrometrie, jako sloučenina s dobou života 1 μs.

## Pevný kyslík
Pevný kyslík vzniká za normálního tlaku při teplotách pod −218,79 °C (54,36 K). Je to, podobně jako kapalný kyslík, čirá látka s lehce namodralou barvou způsobenou absorpcí červeného záření.